# Site à chauves-souris de Vignoux-sur-Barangeon
Site à chauves-souris de Vignoux-sur-Barangeon este o arie protejată (sit de importanță comunitară — SCI) din Franța întinsă pe o suprafață de 0,01 ha, integral pe uscat.

## Localizare
Centrul sitului Site à chauves-souris de Vignoux-sur-Barangeon este situat la coordonatele 47°12′06″N 2°10′22″E / 47.20167°N 2.17278°E.

## Înființare
Situl Site à chauves-souris de Vignoux-sur-Barangeon a fost declarat arie specială de conservare în baza directivei 92/43 din 1992 referitoare la conservarea habitatelor naturale și a faunei și florei sălbatice pentru a proteja 1 specie de animale.

## Biodiversitate
Situată în ecoregiunea atlantică, aria protejată nu include niciun habitat protejat.
La baza desemnării sitului se află o specie protejată de  mamifere: liliac comun (Myotis myotis).